# Guillermo Fleming
Guillermo Fleming Ramírez, noto con il nome Willy e soprannominato el Ruso (Lima, 9 aprile 1934 – 7 luglio 2020), è stato un calciatore peruviano di ruolo difensore.

## Carriera

### Club
Ha legato buona parte della sua carriera al Deportivo Municipal, di cui fu un vero e proprio idolo e poi capitano. La sua esperienza con il club è divisa tra il 1957 ed il 1961 ed il suo ritorno nel 1967-1968, dopo un primo ritiro dal calcio giocato, per riportare l'Academia, dopo la retrocessione in cadetteria, nella massima serie peruviana.
Tra le due esperienze con il Muni giocò, oltre che Ciclista Lima, nel KDT Nacional, club con cui disputò due stagioni nella massima serie peruviana, retrocedendo nella serie inferiore al termine della Primera División 1964.
Nel 1964 ha la sua prima esperienza all'estero, per giocare con i canadesi del Montréal Italica, club impegnato nella Eastern Canada Professional Soccer League. Con i quebecchesi chiuse il torneo al quinto ed ultimo posto della ECPSL 1964.
Nel torneo 1967 è nuovamente in patria, in forza al Porvenir Miraflores, con cui chiude all'ottavo posto finale.
Nella stagione 1972 viene ingaggiato dai Miami Gatos, franchigia statunitense della NASL, che guiderà anche, in sostituzione di Norman Sutherland, che già aveva sostituito ad interim Salvatore De Rosa, insieme allo scozzese Billy Fraser, ottennendo il quarto ed ultimo posto della Southern Division.

### Nazionale
Ha vestito la maglia della nazionale peruviana tra il 1957 ed il 1962 in quindici occasioni, giocando anche la storica partita del 17 maggio 1959 che vide affrontarsi gli andini contro l'Inghilterra di sir Bobby Charlton, con la vittoria dei primi per 4-1.
Con la sua nazionale ha partecipato a due edizioni del Campeonato Sudamericano de Football.

## Statistiche

### Cronologia presenze e reti in Nazionale
| Cronologia completa delle presenze e delle reti in nazionale ― Perù | Cronologia completa delle presenze e delle reti in nazionale ― Perù | Cronologia completa delle presenze e delle reti in nazionale ― Perù | Cronologia completa delle presenze e delle reti in nazionale ― Perù | Cronologia completa delle presenze e delle reti in nazionale ― Perù | Cronologia completa delle presenze e delle reti in nazionale ― Perù | Cronologia completa delle presenze e delle reti in nazionale ― Perù | Cronologia completa delle presenze e delle reti in nazionale ― Perù |
| Data                                                                | Città                                                               | In casa                                                             | Risultato                                                           | Ospiti                                                              | Competizione                                                        | Reti                                                                | Note                                                                |
| ------------------------------------------------------------------- | ------------------------------------------------------------------- | ------------------------------------------------------------------- | ------------------------------------------------------------------- | ------------------------------------------------------------------- | ------------------------------------------------------------------- | ------------------------------------------------------------------- | ------------------------------------------------------------------- |
| 10-3-1957                                                           | Lima                                                                | Perù                                                                | 2 – 1                                                               | Ecuador                                                             | Coppa America 1957                                                  | -                                                                   |                                                                     |
| 16-3-1957                                                           | Lima                                                                | Perù                                                                | 1 – 0                                                               | Cile                                                                | Coppa America 1957                                                  | -                                                                   | Uscita                                                              |
| 27-3-1957                                                           | Lima                                                                | Perù                                                                | 4 – 1                                                               | Colombia                                                            | Coppa America 1957                                                  | -                                                                   |                                                                     |
| 31-3-1957                                                           | Lima                                                                | Perù                                                                | 0 – 1                                                               | Brasile                                                             | Coppa America 1957                                                  | -                                                                   |                                                                     |
| 6-4-1957                                                            | Lima                                                                | Perù                                                                | 2 – 1                                                               | Argentina                                                           | Coppa America 1957                                                  | -                                                                   |                                                                     |
| 13-4-1957                                                           | Lima                                                                | Perù                                                                | 1 – 1                                                               | Brasile                                                             | Qual. Mondiali 1958                                                 | -                                                                   |                                                                     |
| 21-4-1957                                                           | Rio de Janeiro                                                      | Brasile                                                             | 1 – 0                                                               | Perù                                                                | Qual. Mondiali 1958                                                 | -                                                                   |                                                                     |
| 10-3-1959                                                           | Buenos Aires                                                        | Brasile                                                             | 2 – 2                                                               | Perù                                                                | Coppa America 1959                                                  | -                                                                   |                                                                     |
| 14-3-1959                                                           | Buenos Aires                                                        | Perù                                                                | 5 – 3                                                               | Uruguay                                                             | Coppa America 1959                                                  | -                                                                   |                                                                     |
| 18-3-1959                                                           | Buenos Aires                                                        | Argentina                                                           | 3 – 1                                                               | Perù                                                                | Coppa America 1959                                                  | -                                                                   |                                                                     |
| 17-5-1959                                                           | Lima                                                                | Perù                                                                | 4 – 1                                                               | Inghilterra                                                         | Amichevole                                                          | -                                                                   |                                                                     |
| 10-7-1960                                                           | Lima                                                                | Perù                                                                | 1 – 3                                                               | Spagna                                                              | Amichevole                                                          | -                                                                   |                                                                     |
| 19-3-1961                                                           | Santiago del Cile                                                   | Cile                                                                | 5 – 2                                                               | Perù                                                                | Amichevole                                                          | -                                                                   |                                                                     |
| 30-4-1961                                                           | Bogotà                                                              | Colombia                                                            | 1 – 0                                                               | Perù                                                                | Qual. Mondiali 1962                                                 | -                                                                   |                                                                     |
| 20-5-1962                                                           | Lima                                                                | Perù                                                                | 0 – 4                                                               | Inghilterra                                                         | Amichevole                                                          | -                                                                   |                                                                     |
| Totale                                                              |                                                                     | Presenze                                                            | 15                                                                  |                                                                     | Reti                                                                | 0                                                                   |                                                                     |

## Palmarès
- Segunda División: 1

Deportivo Municipal: 1968